# Olympische Winterspiele 2014/Freestyle-Skiing – Halfpipe (Männer)
Zum ersten Mal war ein Halfpipewettbewerb im Freestyle-Skiing der Männer bei den Olympischen Spielen 2014 in Sotschi Teil des olympischen Programms. Der Wettbewerb fand am 18. Februar 2014 statt.
Der US-Amerikaner David Wise wurde erster Goldmedaillengewinner in dieser Disziplin. Die Silbermedaille gewann der Kanadier Mike Riddle und Bronze ging an Kévin Rolland aus Frankreich.

## Ergebnisse

### Qualifikation
17:45 Uhr (Ortszeit)
| Rang | Athlet              | Nation                   | Punkte | Punkte | Punkte      | Anmerkung |
| Rang | Athlet              | Nation                   | Lauf 1 | Lauf 2 | Bester Lauf | Anmerkung |
| ---- | ------------------- | ------------------------ | ------ | ------ | ----------- | --------- |
| 1    | Justin Dorey        | Kanada                   | 91,60  | 6,40   | 91,60       | Q         |
| 2    | David Wise          | Vereinigte Staaten       | 88,40  | 68,60  | 88,40       | Q         |
| 3    | Benoît Valentin     | Frankreich               | 87,00  | 1,00   | 87,00       | Q         |
| 4    | Kévin Rolland       | Frankreich               | 84,80  | 68,80  | 84,80       | Q         |
| 5    | Josiah Wells        | Neuseeland               | 83,00  | 49,40  | 83,00       | Q         |
| 6    | Mike Riddle         | Kanada                   | 82,20  | 75,00  | 82,20       | Q         |
| 7    | Noah Bowman         | Kanada                   | 80,60  | 77,80  | 80,60       | Q         |
| 8    | Lyndon Sheehan      | Neuseeland               | 78,20  | 80,00  | 80,00       | Q         |
| 9    | Antti Kemppainen    | Finnland                 | 79,40  | 60,40  | 79,40       | Q         |
| 10   | Beau-James Wells    | Neuseeland               | 76,80  | 66,40  | 76,80       | Q         |
| 11   | Thomas Krief        | Frankreich               | 74,80  | 69,60  | 74,80       | Q         |
| 12   | Aaron Blunck        | Vereinigte Staaten       | 69,40  | 72,00  | 72,00       | Q         |
| 13   | Jon Anders Lindstad | Norwegen                 | 30,80  | 69,00  | 69,00       |           |
| 14   | Yannic Lerjen       | Schweiz                  | 67,60  | 29,60  | 67,60       |           |
| 15   | Matt Margetts       | Kanada                   | 66,80  | 17,80  | 66,80       |           |
| 16   | Nils Lauper         | Schweiz                  | 65,00  | 58,00  | 65,00       |           |
| 17   | Murray Buchan       | Großbritannien           | 58,40  | 62,40  | 62,40       |           |
| 18   | Joel Gisler         | Schweiz                  | 60,80  | 2,60   | 60,80       |           |
| 19   | Marco Ladner        | Österreich               | 56,60  | 58,60  | 58,60       |           |
| 20   | Andreas Gohl        | Österreich               | 54,80  | 22,80  | 54,80       |           |
| 21   | Xavier Bertoni      | Frankreich               | 53,40  | 51,60  | 53,40       |           |
| 22   | Kentaro Tsuda       | Japan                    | 53,00  | 23,40  | 53,00       |           |
| 23   | James Machon        | Großbritannien           | 37,40  | 52,20  | 52,20       |           |
| 24   | Pavel Nabokikh      | Russland                 | 13,40  | 50,40  | 50,40       |           |
| 25   | Kim Kwang-Jin       | Südkorea                 | 45,40  | 34,40  | 45,40       |           |
| 26   | Torin Yater-Wallace | Vereinigte Staaten       | 7,00   | 39,00  | 39,00       |           |
| 27   | Peter Crook         | Britische Jungferninseln | 24,20  | 25,20  | 25,20       |           |
| 28   | Lyman Currier       | Vereinigte Staaten       | 4,20   | 12,60  | 12,60       |           |
|      | Byron Wells         | Neuseeland               | DNS    | DNS    | DNS         |           |

### Finale
21:30 Uhr (Ortszeit)
| Rang | Athlet                 | Nation             | Punkte | Punkte | Punkte      | Anmerkung |
| Rang | Athlet                 | Nation             | Lauf 1 | Lauf 2 | Bester Lauf | Anmerkung |
| ---- | ---------------------- | ------------------ | ------ | ------ | ----------- | --------- |
| 1    | David Wise             | Vereinigte Staaten | 92,00  | 3,40   | 92,00       |           |
| 2    | Mike Riddle            | Kanada             | 71,40  | 90,60  | 90,60       |           |
| 3    | Kévin Rolland          | Frankreich         | 88,60  | 29,80  | 88,60       |           |
| 4    | Josiah Wells           | Neuseeland         | 85,60  | 78,40  | 85,60       |           |
| 5    | Noah Bowman            | Kanada             | 80,40  | 82,60  | 82,60       |           |
| 6    | Beau-James Wells       | Neuseeland         | 62,00  | 80,00  | 80,00       |           |
| 7    | Aaron Blunck           | Vereinigte Staaten | 68,60  | 79,40  | 79,40       |           |
| 8    | Antti-Jussi Kemppainen | Finnland           | 74,40  | 78,20  | 78,20       |           |
| 9    | Lyndon Sheehan         | Neuseeland         | 55,20  | 72,60  | 72,60       |           |
| 10   | Benoît Valentin        | Frankreich         | 10,00  | 61,00  | 61,00       |           |
| 11   | Thomas Krief           | Frankreich         | 4,60   | 28,60  | 28,60       |           |
| 12   | Justin Dorey           | Kanada             | 20,40  | 14,20  | 20,40       |           |